# Incile del Fucino

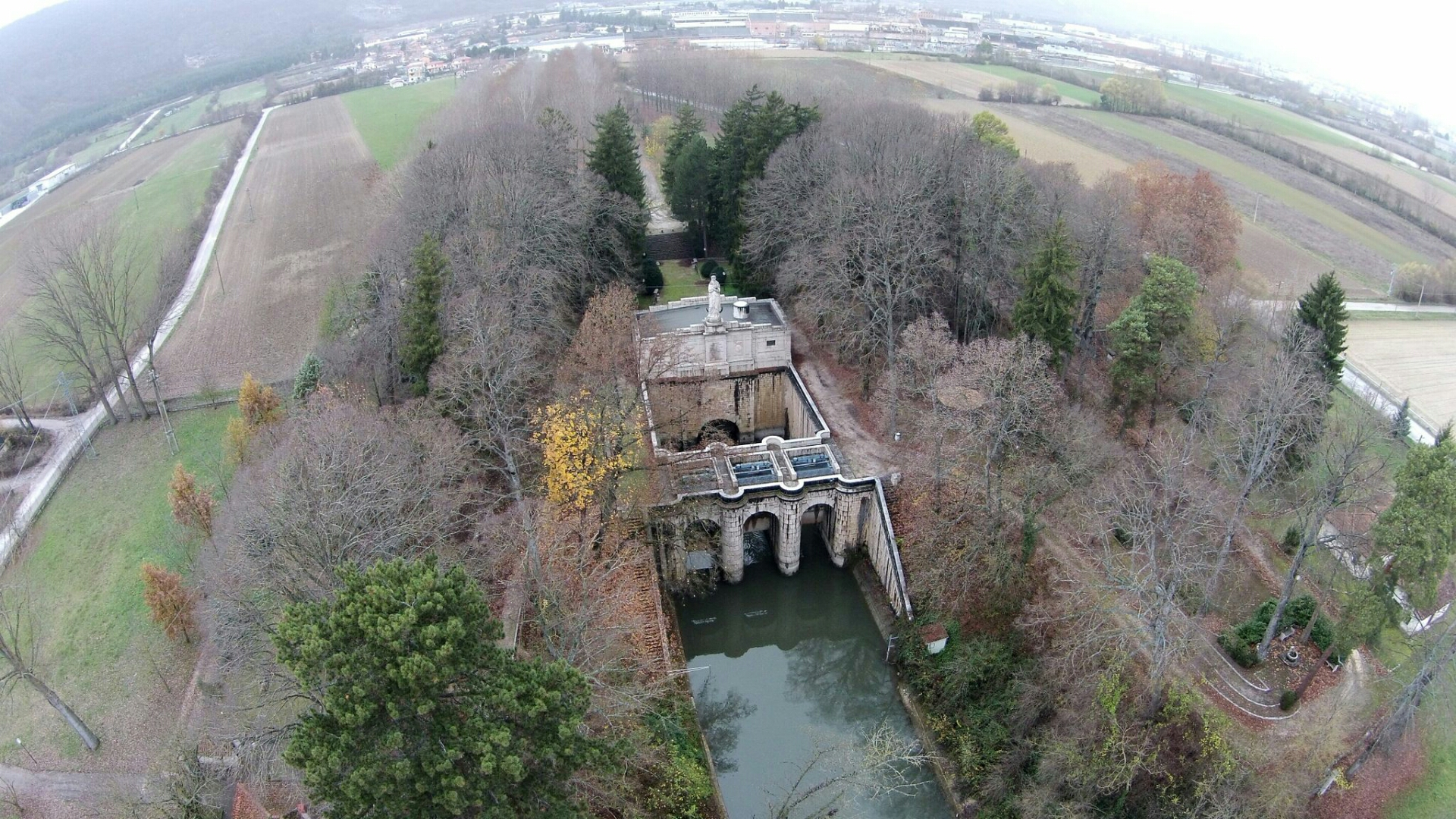
L'Incile del Fucino visto dall'alto

L'Incile del Fucino è un'infrastruttura realizzata all'imbocco dell'emissario ipogeo del Fucino. È costituita dalla testata dell'emissario, dal bacino di accumulo delle acque e dal ponte delle paratoie. Il corpo di fabbrica è sovrastato dalla statua dell'Immacolata Concezione della Beata Vergine Maria, alta circa sette metri, detta Madonna dell'Incile. L'opera è situata in località Borgo Incile, a sud di Avezzano in Abruzzo. La sua realizzazione, unitamente al canale collettore, all'emissario e ai cunicoli di Claudio, consentì il prosciugamento del lago Fucino avvenuto parzialmente in epoca romana e totalmente nella seconda metà dell'Ottocento.
La monumentalizzazione in stile neoclassico, datata 1876, è opera dell'architetto di casa Torlonia, Carlo Nicola Carnevali. La statua della Madonna dell'Incile è la copia identica di quella crollata con il terremoto della Marsica del 1915.

## Descrizione

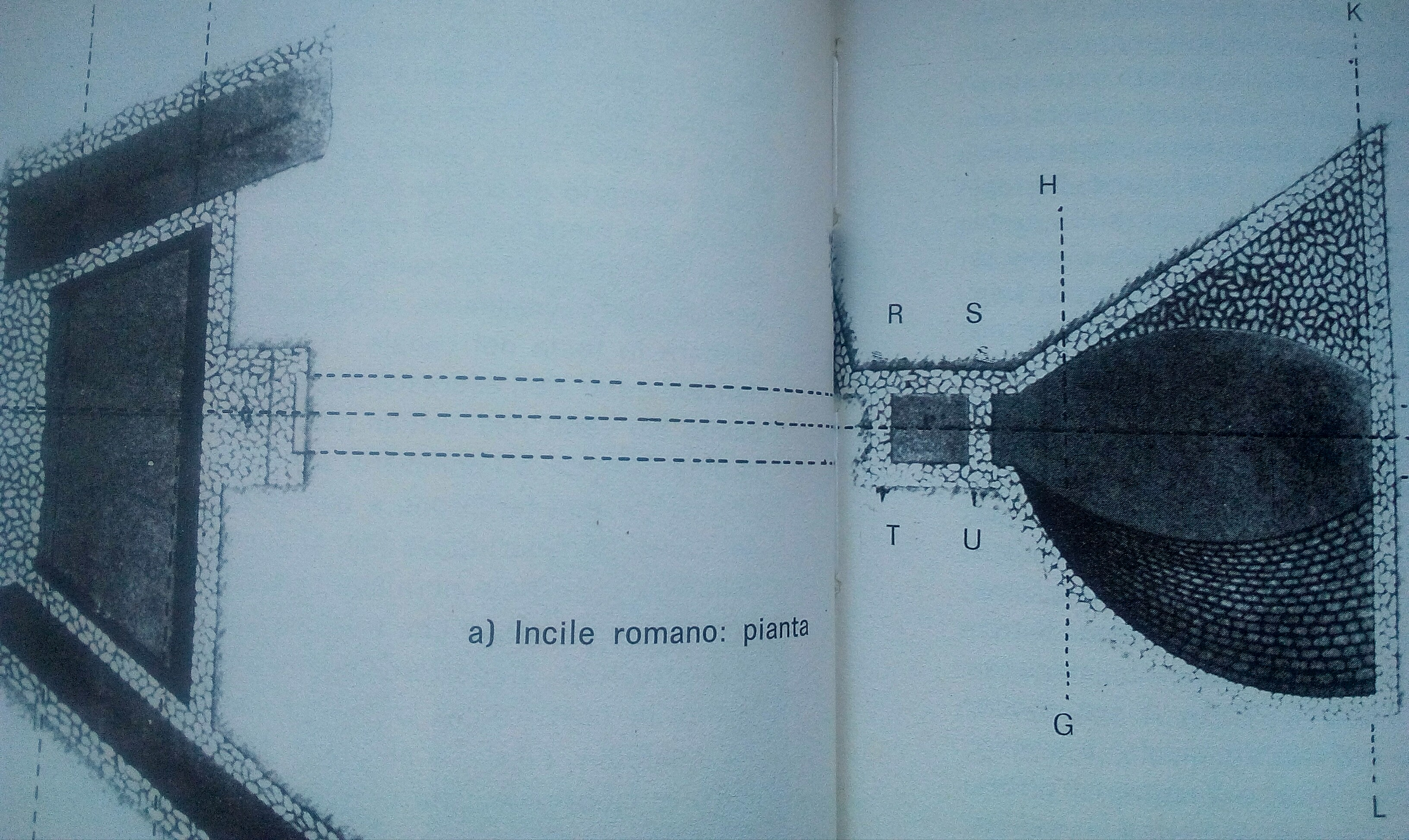
Pianta dell'incile romano

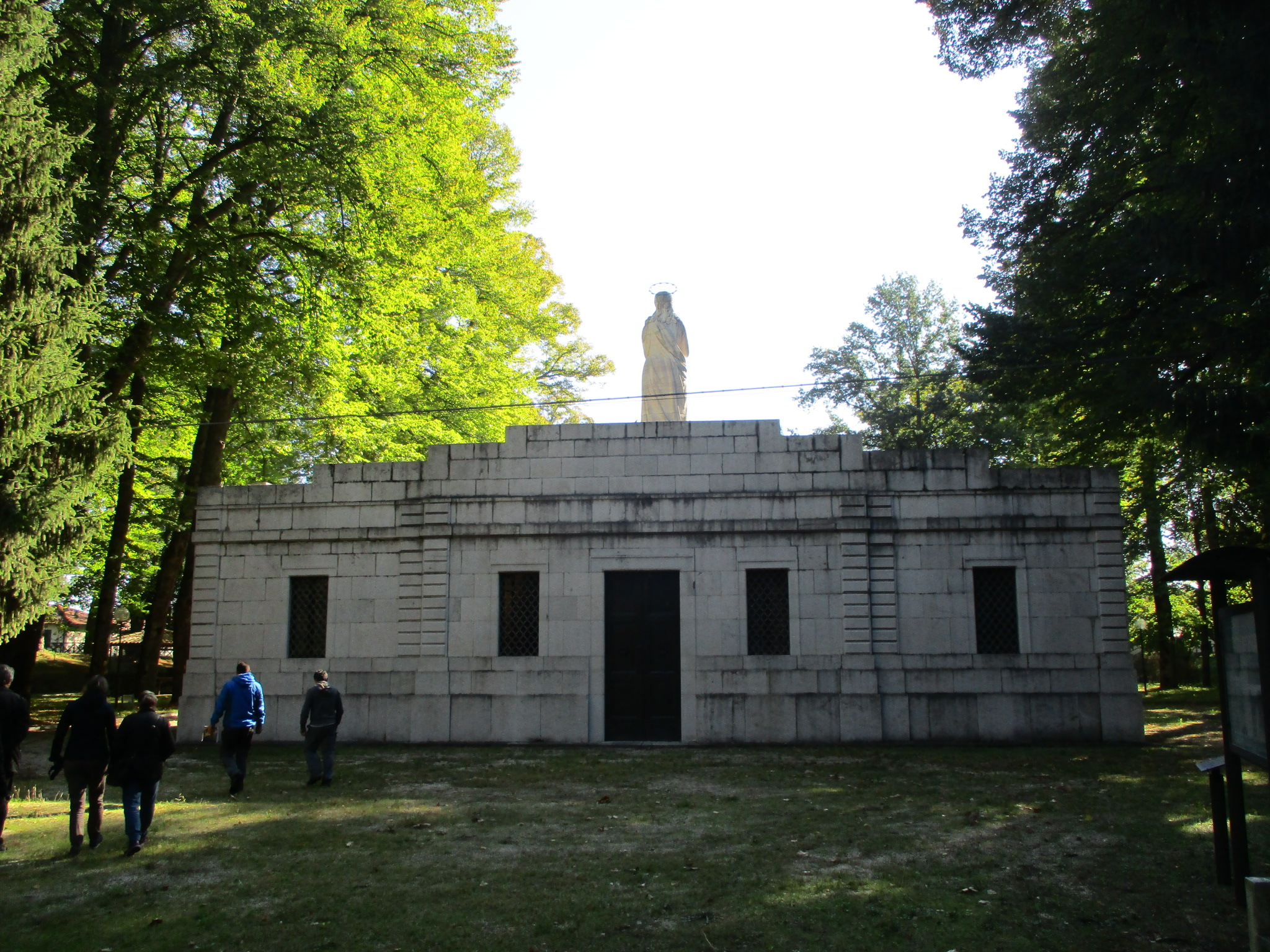
Facciata posteriore della testata torloniana

### Opera romana
L'incile romano fatto realizzare da Claudio tra il 41 e il 52 d. C. era costituito da un corpo di fabbrica realizzato con l'utilizzo di grandi pietre calcaree estratte dalle cave del monte Salviano. La facciata d'ingresso dell'emissario si caratterizzava invece per l'utilizzo di pietre intagliate. La struttura presentava inoltre due vasche di accumulo delle acque, una di forma esagonale irregolare connessa per il tramite di una gola al canale esterno, l'altra di forma trapezoidale, posta in comunicazione con l'imbocco dell'emissario ipogeo. Il muro divisorio dei due bacini era spesso non meno di due metri. Le vasche erano comunicanti tramite le chiuse che regolavano lo scorrimento delle acque attraverso le camere e i canali connessi. Modifiche di natura tecnica alle vasche, alle camere e ai muri furono realizzate subito dopo l'inaugurazione del 52 d.C. e, in seguito, dagli imperatori Traiano ed Adriano.
Dall'area dei lavori di spurgo dell'incile romano e da quelle limitrofe connesse al territorio fucense emersero dopo il totale prosciugamento torloniano diversi elementi d'interesse archeologico come quattro rilievi, raffiguranti scene del lago Fucino e una città marsa, alcune iscrizioni su targhe marmoree che riportano le distanze nella misura dei piedi, alcuni graffiti e materiali da lavoro come un grande secchio e una lucerna, oltre a busti, cippi, epigrafi e anche tombe a cappuccina. 
Alcuni elementi emersi sono conservati presso il museo d'arte sacra della Marsica e il museo Paludi di Celano. Altri reperti sono custoditi presso il Museo Torlonia a Roma.

### Opera ottocentesca

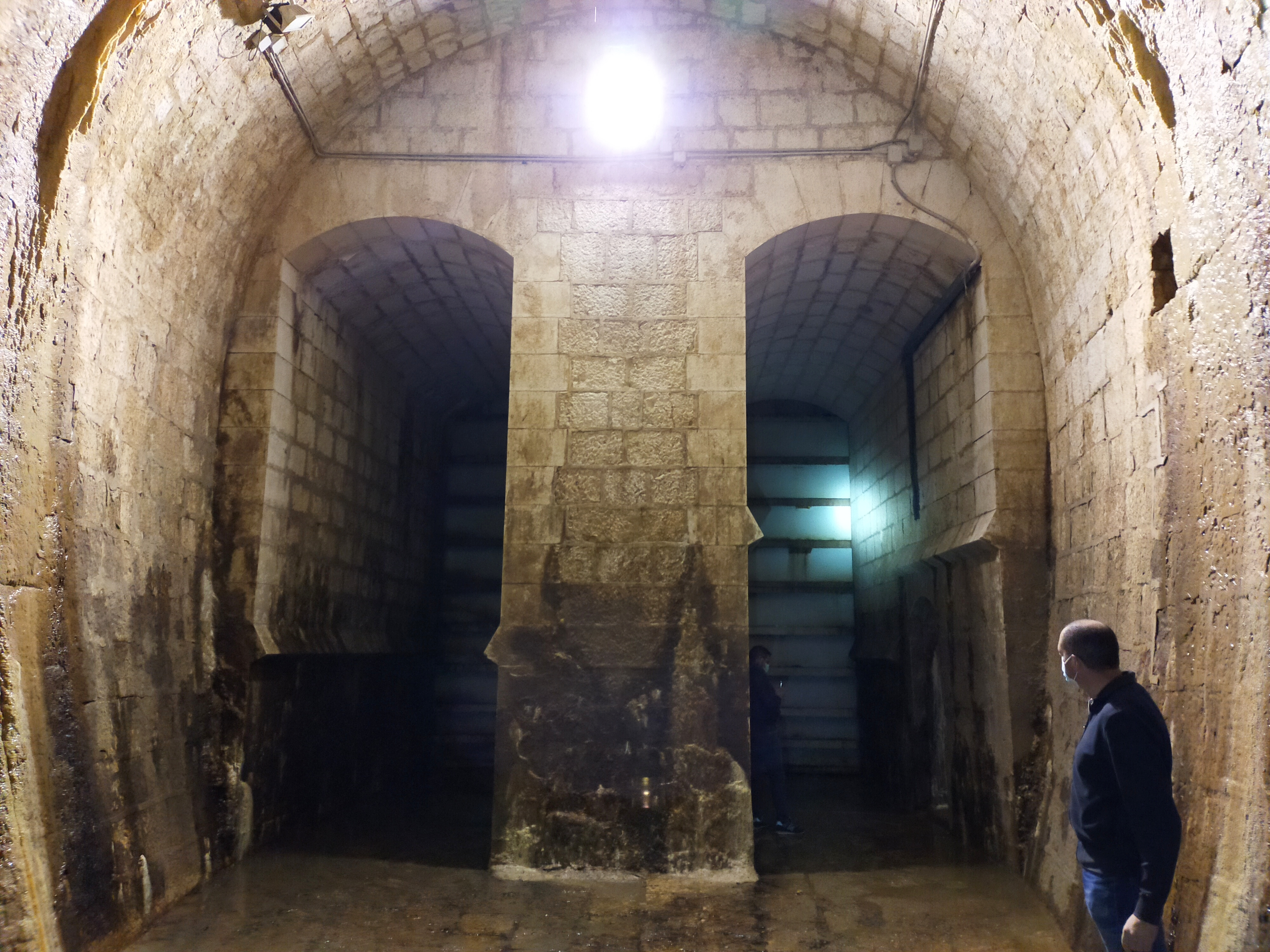
Le paratoie del Fucino

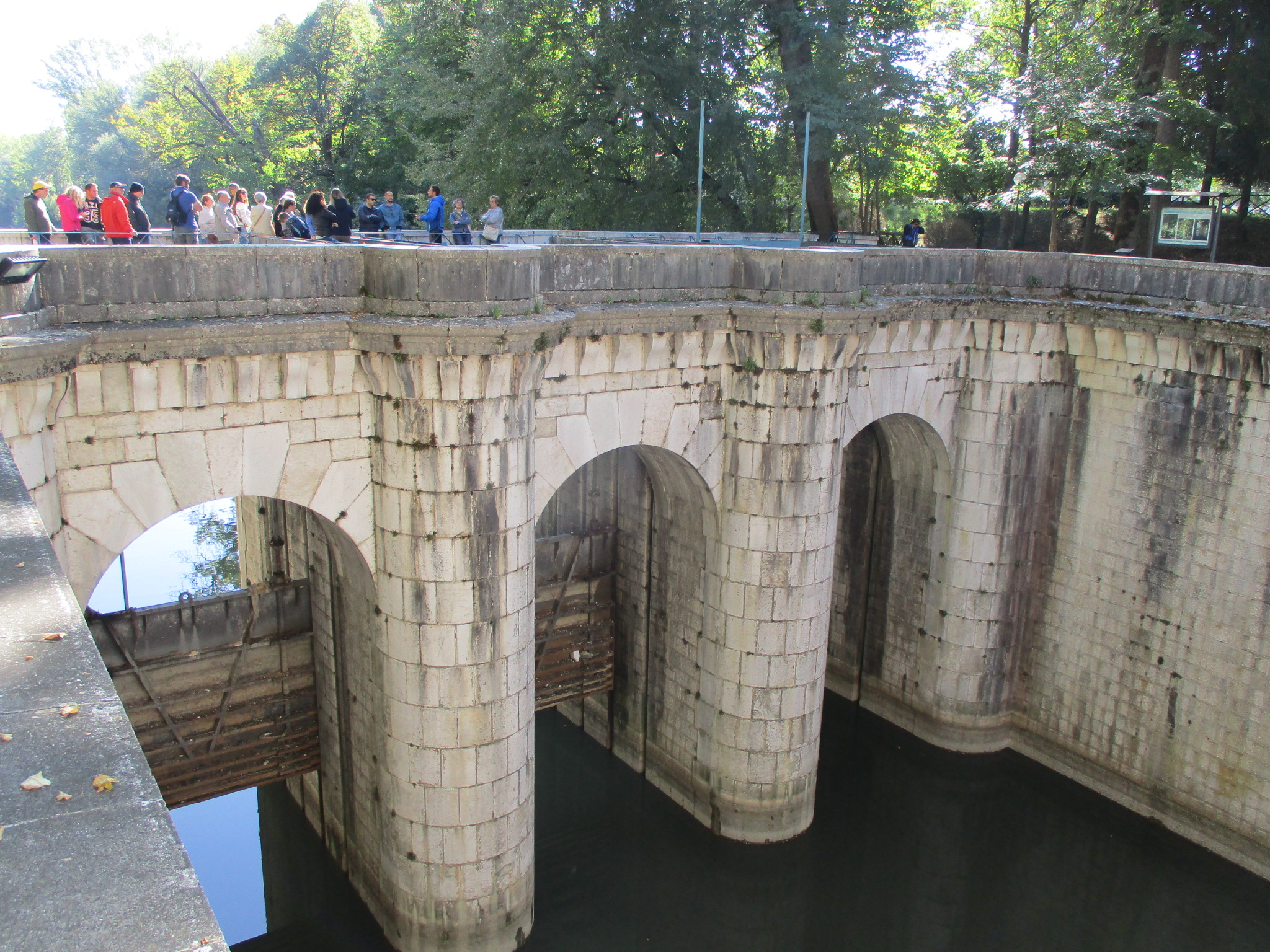
Il ponte con le preparatoie

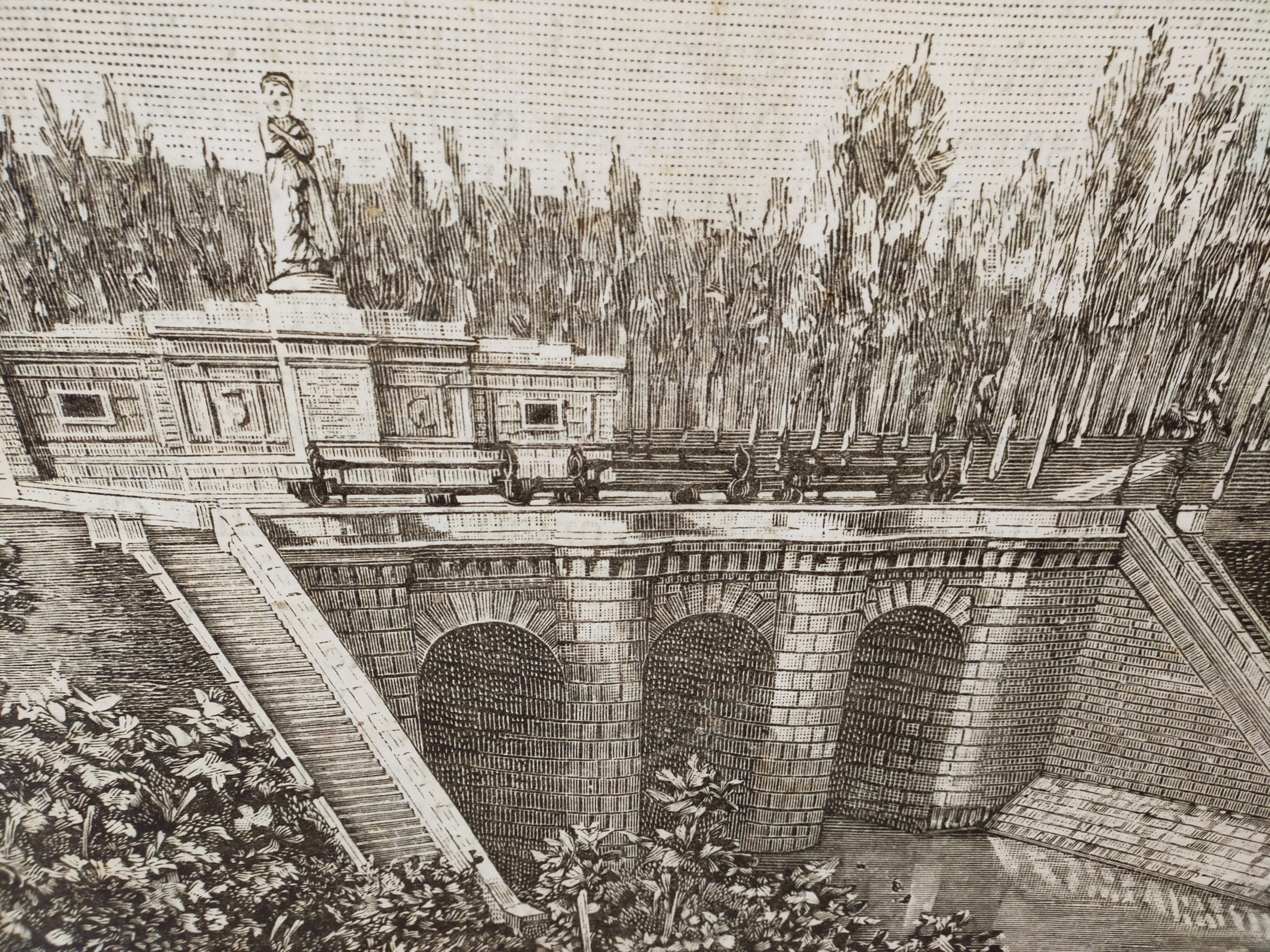
L'Incile del Fucino in un'incisione di Jules Huyot

Il nuovo incile venne fatto realizzare da Alessandro Torlonia per il totale prosciugamento del lago Fucino. Il banchiere romano, che riprese gran parte delle opere e dei progetti di 18 secoli prima con cui Claudio operò il primo parziale disseccamento del bacino lacustre, fece realizzare la testata dell'emissario, la nuova vasca di accumulo delle acque (bacino di caricamento) e il ponte, detto "delle paratoie", che funge attraverso le preparatoie da barriera di regolamento del deflusso delle acque nella vasca e da sistema di sicurezza. Queste opere, sotto la direzione degli ingegneri che si alternarono nel corso degli anni Henry Samuel Bermont, Frantz Mayor de Montricher e Alexandre Brisse coadiuvato da Léon De Rotrou, furono compiute gradualmente man mano che lo scolo delle acque nel nuovo e più ampio emissario liberò i terreni del bacino lacustre. 
L'infrastruttura, funzionante, regola il deflusso nell'emissario delle acque provenienti dal reticolo dei canali che si riversano nel canale collettore centrale.
Nel 1876, ottenuto il prosciugamento totale del lago che venne dichiarato in modo ufficiale con un documento del primo ottobre 1878, l'architetto romano di casa Torlonia Carlo Nicola Carnevali realizzò il giardino e la monumentalizzazione della testata dell'emissario che, situata a sud di Avezzano in località di Borgo Incile, è sormontata dalla statua dell'Immacolata Concezione. 
Il corpo di fabbrica dell'incile è sviluppato su due livelli. Quello inferiore, raggiungibile da una scala a chiocciola, che è posto al di sotto del piano di campagna; presenta un'altezza di circa sedici metri e contiene il sistema di due paratoie per regolamentare il deflusso delle acque. Quello superiore ospita la sala macchine per manovrare le saracinesche (preparatoie e paratoie). Anteriormente il ponte delle paratoie si caratterizza per i piloni che formano tre archi a tutto sesto, mentre due scalinate laterali conducono alle banchine del canale. 
L'ultimo ingegnere capo dei lavori, il francese Alexandre Brisse, scelse i materiali per l'esecuzione dell'opera, mentre l'architetto Carlo Nicola Carnevali curò il progetto architettonico realizzando nel 1876 oltre alla monumentalizzazione della testata dell'emissario anche il giardino adiacente e l'orto botanico.

### Madonna dell'Incile
La statua della Madonna dell'Incile è un'opera in stile neoclassico progettata dall'architetto Carlo Nicola Carnevali, realizzata con blocchi di pietra locale prelevati dalle cave situate nel monte Salviano sul versante di Capistrello. Si tratta delle stesse rocce utilizzate per le infrastrutture dell'incile e del nuovo emissario. La statua sovrasta il corpo di fabbrica dell'incile. Innalzata su un piedistallo è alta circa sette metri e raffigura l'Immacolata Concezione della Beata Vergine Maria. Alla base della statua è stato fissato uno spicchio di luna, mentre sul capo della Vergine si trova una corona di dodici stelle. Questi elementi in bronzo richiamano l'apocalisse biblica. In basso, sulla facciata del corpo di fabbrica rivolta verso il Fucino, è incisa l'iscrizione latina con le date di inizio e fine dei lavori (1854-1876).  
La statua presente è la copia identica di quella originale che crollò nel sottostante gorgo delle acque in seguito al terremoto del 1915. Di questa restano alcuni frammenti esposti nel parco circostante e in quello di Villa Torlonia ad Avezzano.